# بریتا اوپلت
بریتا اوپلت (آلمانی: Britta Oppelt؛ زادهٔ ۵ ژوئیهٔ ۱۹۷۸) قایقران روئینگ اهل آلمان است.